# 숲속의 담
《숲속의 담》은 다홍이 네이버 웹툰에서 2019년 12월 23일부터 2022년 7월 18일까지(동년 7월 25일 게시물은 작가의 후기) 매주 화요일에 연재했던 만화다. 장르는 종말물이다. 낱권책은 에이템포미디어에서 전 10권으로 출간했다. 이를 장편 동화로 각색한 책이 다산어린이에서 나왔다. 

## 줄거리
식물이나 사람 등 생명이 있는 것들을 빨리 자라게 할 수 있는 능력을 가진 '담'은 사람들의 시선을 피해 숲으로 들어가게 된다. 한참을 숲에서 살던 담은 갑자기 나타난 일행들에 이끌려 숲에서 나가 세상의 상태를 확인하게 된다. 과거와 현재를 외면하고 죽은듯이 살던 담은 일행들과 떠돌이 생활을 하며 과거의 자취를 찾고 현재를 생각하며 성장하게 된다.

## 등장인물
- 담

동식물을 매우 빠른 속도로 자라게 할 수 있다. 능력을 깨달은 후 10대에서 성장이 멈췄다. 사람들의 시선을 피해 숲으로 들어갔으나 이후 다른 등장인물들을 만나 떠돌이 생활을 하게 된다.

- 미쉬

담의 고향인 네리네에서 고아로 살다 담에게 제물로 바쳐졌다. 담이 두 번이나 자신을 살려줘서인지 담을 잘 따른다. 초반에는 어린 소년의 모습이지만 담의 능력으로 현재 외관 나이는 10대 후반이다.

- 코나

담의 어릴 적 동네 친구이다. 시간이 많이 지났음에도 담이 많이 그리워하고 의지하는 대상이다. 모든 것들이 단절된 동네에서 힘겹게 살다가 결국 그 동네를 나오게 된다.

- 율리

숲 속에서 만난 아이이다. 10대 초반이고 햇빛을 오래 쬐면 안 돼, 초반에는 긴 옷이나 모자를 쓰고 다니곤 했다. 머리가 아주 좋다. 플로, 레나와 함께 동거하며 그 둘이 싸우는 것을 가장 싫어한다.

- 플로리안 (플로)

마을에서 일명 '대장'으로 불리는 사람의 첫째아들. 괴롭힘 당하던 레나를 간간히 도와주곤 했었다. 하지만 그일로 바츠에서 나왔다.현재는 주인공 일행들과 떠돌이 생활을 하고 있는 상태이다.

- 레나

플로리안과 마찬가지로 바츠에서 살다 도망쳐 나왔다. 일행들과 떠돌이 생활을 하고 있으며 플로를 불편해하는 모습을 보인다.

- 진

동물과 항상 같이 있는 소년. 아이들에게 무시당하곤 하지만 그게 익숙해보인다. 동물과 말을 할 수 있는 것으로 추정되며 담과 매우 닮은 외형으로 미루어보아 담의 후손으로 추정된다.

## 관련 논문
- 최배은, 〈SF 웹툰에서의 ‘비인간’ 청소년 연구 -〈하우스키퍼〉, 〈나노리스트〉, 〈캉타우〉, 〈숲속의 담〉을 중심으로-〉, 《방정환 연구》 8, 방정환연구소, 2022